# Nordtiroler Kalkalpen
Nordtiroler Kalkalpen är en bergskedja i Österrike, på gränsen till Tyskland. Den ligger i den västra delen av landet, 400 km väster om huvudstaden Wien.
Nordtiroler Kalkalpen sträcker sig 8,3 km i öst-västlig riktning. Den högsta toppen är Schafreuter, 2 102 meter över havet.
Topografiskt ingår följande toppar i Nordtiroler Kalkalpen:
- Lerchkogel
- Schafreuter
- Stierjoch
- Westliches Torjoch

I omgivningarna runt Nordtiroler Kalkalpen växer i huvudsak blandskog. Runt Nordtiroler Kalkalpen är det ganska glesbefolkat, med 42 invånare per kvadratkilometer.